# Варґанза
Варґанза (узб. Varganza, Варганза) — міське селище в Узбекистані, у Кітабському районі Кашкадар'їнської області.
Статус міського селища з 2009 року.